# IFA Fistball World Tour 2020
Die vierte Austragung der IFA Fistball World Tour sollte 2020 stattfinden. Von Februar bis November sollten insgesamt 27 Turniere stattfinden, an denen insgesamt 129 Vereinsmannschaften der Männer und Frauen teilgenommen hätten. Aufgrund der COVID-19-Pandemie wurde die World Tour zuerst verkürzt und schließlich im April 2020 endgültig abgesagt.

## Turnierserien
2020 werden insgesamt 27 Turniere in zehn Nationen auf fünf Kontinenten ausgetragen. Mit neun Austragungen finden die meisten Turniere in Deutschland statt. Im Gegensatz zum Vorjahr gibt es nur noch drei Turnierkategorien.
| Kategorie            | Frauen      | Männer      |
| -------------------- | ----------- | ----------- |
| IFA World Tour Major | 6 Turniere  | 6 Turniere  |
| IFA World Tour 500   | 14 Turniere | 14 Turniere |
| IFA World Tour 250   | 4 Turniere  | 7 Turniere  |

## World Tour Punkte
| Turnier-Kategorie    | 1.   | 2.  | 3.  | 4.  | 5.    | 6.  | 7.  | 8.  | 9.   | 10. |
| -------------------- | ---- | --- | --- | --- | ----- | --- | --- | --- | ---- | --- |
| IFA World Tour Major | 1000 | 800 | 600 | 500 | 450   | 400 | 360 | 320 | 290  | 260 |
| IFA World Tour 500   | 500  | 400 | 300 | 250 | 225   | 200 | 180 | 160 | 145  | 130 |
| IFA World Tour 250   | 250  | 200 | 150 | 125 | 112,5 | 100 | 90  | 80  | 72,5 | 65  |

## Teams

### Männer
| Europa - Österreich: 13 Teams - Deutschland: 12 Teams - Schweiz: 10 Teams - Italien: 1 Team | Amerika - Brasilien: 5 Teams - Chile: 4 Teams - Argentinien: 3 Teams - Vereinigte Staaten: 1 Team | Asien - Indien: 20 Teams | Ozeanien - Australien: 8 Teams |

### Frauen
| Europa - Österreich: 10 Teams - Deutschland: 5 Teams - Schweiz: 3 Teams | Amerika - Brasilien: 4 Teams - Chile: 3 Teams - Argentinien: 2 Teams | Asien - Indien: 19 Teams |

## Turnierplan

### Februar
| Datum           | Turnier                                                                   | Sieger           | 2. Platz         | 3. Platz        |
| --------------- | ------------------------------------------------------------------------- | ---------------- | ---------------- | --------------- |
| 01.02. - 02.02. | IFA World Tour Tournament Llanquihue Llanquihue, Chile IFA World Tour 250 | SG Novo Hamburgo | Club Manquehue   | Club Barúa      |
| 01.02. - 02.02. | IFA World Tour Tournament Llanquihue Llanquihue, Chile IFA World Tour 250 | Club Manquehue   | SG Novo Hamburgo | Club Llanquihue |

### März
| Datum           | Turnier                                                                 | Sieger           | 2. Platz            | 3. Platz            |
| --------------- | ----------------------------------------------------------------------- | ---------------- | ------------------- | ------------------- |
| 07.03. - 08.03. | IFA World Tour Tournament Merces Curitiba, Brasilien IFA World Tour 500 | SG Novo Hamburgo | Duque de Caxias     | Sogipa Porto Alegre |
| 07.03. - 08.03. | IFA World Tour Tournament Merces Curitiba, Brasilien IFA World Tour 500 | Duque de Caxias  | Sogipa Porto Alegre |                     |
| 21.03. - 22.03. | IFA World Tour Tournament Duque Curitiba, Brasilien IFA World Tour 500  |                  |                     |                     |
| 21.03. - 22.03. | IFA World Tour Tournament Duque Curitiba, Brasilien IFA World Tour 500  |                  |                     |                     |
| 27.03. - 29.03. | Torneio Internacional Novo Hamburgo, Brasilien IFA World Tour Major     |                  |                     |                     |
| 27.03. - 29.03. | Torneio Internacional Novo Hamburgo, Brasilien IFA World Tour Major     |                  |                     |                     |

### April
| Datum           | Turnier                                                                      | Sieger | 2. Platz | 3. Platz |
| --------------- | ---------------------------------------------------------------------------- | ------ | -------- | -------- |
| 03.04. - 05.04. | Copa Porto Alegre Internacional Porto Alegre, Brasilien IFA World Tour Major |        |          |          |
| 03.04. - 05.04. | Copa Porto Alegre Internacional Porto Alegre, Brasilien IFA World Tour Major |        |          |          |
| 04.04. - 05.04. | Intern. Faustballturnier Karlsdorf Karlsdorf, Deutschland IFA World Tour 500 |        |          |          |
| 04.04. - 05.04. | Intern. Faustballturnier Karlsdorf Karlsdorf, Deutschland IFA World Tour 500 |        |          |          |
| 04.04.          | IFA World Tour Tournament Geelong Geelong, Australien IFA World Tour 250     |        |          |          |
| 04.04.          | IFA World Tour Tournament Geelong Geelong, Australien IFA World Tour 250     |        |          |          |
| 10.04. - 11.04. | IFA World Tour Tournament Rosario Rosario, Argentinien IFA World Tour 500    |        |          |          |
| 10.04. - 11.04. | IFA World Tour Tournament Rosario Rosario, Argentinien IFA World Tour 500    |        |          |          |
| 18.04. - 19.04. | Eulachturnier Elgg, Schweiz IFA World Tour Major                             |        |          |          |
| 18.04. - 19.04. | Eulachturnier Elgg, Schweiz IFA World Tour Major                             |        |          |          |
| 18.04. - 19.04. | Pfister-Stuttgart-Open Stuttgart, Deutschland IFA World Tour Major           |        |          |          |
| 18.04. - 19.04. |                                                                              |        |          |          |
| 25.04. - 26.04. | Intern. Frühlingsturnier Vaihingen Vaihingen, Deutschland IFA World Tour 500 |        |          |          |
| 25.04. - 26.04. | Intern. Frühlingsturnier Vaihingen Vaihingen, Deutschland IFA World Tour 500 |        |          |          |
| 25.04.          | Greisinger Trophy Münzbach, Österreich IFA World Tour 500                    |        |          |          |
| 25.04.          | Greisinger Trophy Münzbach, Österreich IFA World Tour 500                    |        |          |          |

### Mai
| Datum           | Turnier                                                                                     | Sieger | 2. Platz | 3. Platz |
| --------------- | ------------------------------------------------------------------------------------------- | ------ | -------- | -------- |
| 02.05.          | IFA World Tour Tournament Wünschmichelbach Wünschmichelbach, Deutschland IFA World Tour 250 |        |          |          |
| 02.05.          | IFA World Tour Tournament Wünschmichelbach Wünschmichelbach, Deutschland IFA World Tour 250 |        |          |          |
| 02.05.          | IFA World Tour Tournament Rendel Rendel, Deutschland IFA World Tour 250                     |        |          |          |
| 02.05.          |                                                                                             |        |          |          |
| 22.05. - 24.05. | IFA World Tour Tournament Chennai Chennai, Indien IFA World Tour 250                        |        |          |          |
| 22.05. - 24.05. | IFA World Tour Tournament Chennai Chennai, Indien IFA World Tour 250                        |        |          |          |
| 29.05. - 01.06. | Int. Pfingstturnier Dennach Dennach, Deutschland IFA World Tour 500                         |        |          |          |
| 29.05. - 01.06. | Int. Pfingstturnier Dennach Dennach, Deutschland IFA World Tour 500                         |        |          |          |

### Juni
| Datum  | Turnier                                                                       | Sieger | 2. Platz | 3. Platz |
| ------ | ----------------------------------------------------------------------------- | ------ | -------- | -------- |
| 11.06. | IFA World Tour Tournament Waibstadt Waibstadt, Deutschland IFA World Tour 500 |        |          |          |
| 11.06. | IFA World Tour Tournament Waibstadt Waibstadt, Deutschland IFA World Tour 500 |        |          |          |

### Juli
| Datum           | Turnier                                                                             | Sieger | 2. Platz | 3. Platz |
| --------------- | ----------------------------------------------------------------------------------- | ------ | -------- | -------- |
| 11.07. - 12.07. | IFA World Tour Tournament Roxbury Roxbury, USA IFA World Tour 250                   |        |          |          |
| 11.07. - 12.07. | IFA World Tour Tournament Roxbury Roxbury, USA IFA World Tour 250                   |        |          |          |
| 25.07. - 26.07. | IFA World Tour Tournament Hohenklingen Hohenklingen, Deutschland IFA World Tour 500 |        |          |          |
| 25.07. - 26.07. | IFA World Tour Tournament Hohenklingen Hohenklingen, Deutschland IFA World Tour 500 |        |          |          |
| 25.07. - 26.07. | IFA World Tour Tournament Pomerode Pomerode, Brasilien IFA World Tour 500           |        |          |          |
| 25.07. - 26.07. |                                                                                     |        |          |          |

### August
| Datum           | Turnier                                                                         | Sieger | 2. Platz | 3. Platz |
| --------------- | ------------------------------------------------------------------------------- | ------ | -------- | -------- |
| 31.07. - 02.08. | Obersee Masters Jona, Schweiz IFA World Tour Major                              |        |          |          |
| 31.07. - 02.08. | Obersee Masters Jona, Schweiz IFA World Tour Major                              |        |          |          |
| 01.08.          | IFA World Tour Tournament Hirschbach Hirschbach, Österreich IFA World Tour 500  |        |          |          |
| 01.08.          | IFA World Tour Tournament Hirschbach Hirschbach, Österreich IFA World Tour 500  |        |          |          |
| 07.08. - 09.08. | Grenzlandturnier Widnau, Schweiz IFA World Tour Major                           |        |          |          |
| 07.08. - 09.08. | Grenzlandturnier Widnau, Schweiz IFA World Tour Major                           |        |          |          |
| tba             | IFA World Tour Tournament Rohrbach Rohrbach-Berg, Österreich IFA World Tour 500 |        |          |          |
| tba             | IFA World Tour Tournament Rohrbach Rohrbach-Berg, Österreich IFA World Tour 500 |        |          |          |

### September
| Datum           | Turnier                                                           | Sieger | 2. Platz | 3. Platz |
| --------------- | ----------------------------------------------------------------- | ------ | -------- | -------- |
| Mitte September | IFA World Tour Tournament Bozen Bozen, Italien IFA World Tour 250 |        |          |          |
| Mitte September | IFA World Tour Tournament Bozen Bozen, Italien IFA World Tour 250 |        |          |          |

### Oktober
| Datum           | Turnier                                                                         | Sieger | 2. Platz | 3. Platz |
| --------------- | ------------------------------------------------------------------------------- | ------ | -------- | -------- |
| 03.10. - 04.10. | IFA World Tour Tournament Leipzig Leipzig, Deutschland IFA World Tour 500       |        |          |          |
| 03.10. - 04.10. | IFA World Tour Tournament Leipzig Leipzig, Deutschland IFA World Tour 500       |        |          |          |
| 30.11. - 01.12. | IFA World Tour Tournament Manquehue Santiago de Chile, Chile IFA World Tour 500 |        |          |          |
| 30.11. - 01.12. | IFA World Tour Tournament Manquehue Santiago de Chile, Chile IFA World Tour 500 |        |          |          |